# Corinna rubripes
Corinna rubripes là một loài nhện trong họ Corinnidae.
Loài này thuộc chi Corinna. Corinna rubripes được Carl Ludwig Koch miêu tả năm 1841.